# Sarpanitum Corona
Sarpanitum Corona is een corona op de planeet Venus. Sarpanitum Corona werd in 1994 genoemd naar Sarpanitum, Babylonische godin van de vruchtbaarheid.
De corona heeft een diameter van 170 kilometer en bevindt zich in het quadrangle Lada Terra (V-56). De corona maakt samen met Eithinoa Corona en Quetzalpetlatl Corona deel uit van de "Derceto-Quetzalpetlatl extensionele gordel" in de noordoostelijke regio van Lada Terra, die ongeveer 2000 kilometer lang is en op sommige plaatsen meer dan 300 kilometer breed.